# Papyrus Vandier
Der Papyrus Vandier (P. Lille 139) enthält auf der Vorderseite eine altägyptische Erzählung, in der ein Magier namens Merire in die Unterwelt hinabsteigt, um für den sterbenskranken Pharao Sisobek weitere Lebenszeit zu erbitten. Auf der Rückseite des Papyrus befindet sich eine Abschrift des altägyptischen Totenbuches.

## Datierung
Die Erzählung ist in hieratischer Schrift verfasst. Die Sprache des Textes steht zwischen den altägyptischen Sprachstufen Neuägyptisch und Demotisch. Joachim Friedrich Quack hat sie deshalb als Proto-Demotisch bezeichnet. Ursula Verhoeven datiert die Abfassung der Erzählung aufgrund der Paläographie der Texte auf dem Papyrus Vandier an das Ende des 7. bzw. den Anfang des 6. Jahrhunderts v. Chr.

## Die Handlung
Der Pharao Sisobek ist tödlich erkrankt und seine Magier geben ihm noch sieben Tage zu leben. Seine einzige Rettung ist der General Merire, der jedoch sein Leben opfern muss, um dem König eine längere Lebenszeit zu verschaffen. Schweren Herzens willigt Merire ein, in die Unterwelt hinabzusteigen. Vorher bittet er den König, dass dieser sich um seine Frau Henutneferet kümmere, sie nicht aus ihrem Haus werfe und sie vor den gierigen Blicken anderer Fürsten bewahre. Darüber hinaus fordert er, die Kinder der Magier des Königs mit in die Unterwelt nehmen zu dürfen. Sisobek willigt in die Bitten Merires ein.
Also steigt Merire in die Unterwelt herab und es gelingt ihm, bei dem Gott Osiris 75 weitere Lebensjahre für den Pharao zu erbitten. Dann erfährt er von der Göttin Hathor, Herrin des Westens, dass Pharao Sisobek angestachelt von seinen Magiern die Frau Merires, Henutneferet, zu seiner Königin gemacht, sein Haus jemand anderem gegeben und seinen Sohn umgebracht habe. Daraufhin formt Merire einen Mann aus Erde, der den König im Schlaf heimsucht und fordert, die Magier in einen brennenden Ofen zu werfen. Zunächst lässt der König die Magier ins Gefängnis werfen. Als ihn der Erdmann ein zweites Mal heimsucht, veranlasst der König, die Magier tatsächlich in einen Ofen zu werfen. Der Erdmann kehrt mit der Kunde vom Tod der Magier und einem Blumenstrauß des Gottes Re zu Merire zurück. Als Osiris diesen Blumenstrauß erblickt, schreit er in der Vermutung auf, Merire sei heimlich auf die Erde zurückgekehrt.
Der weitere Fortgang der Erzählung lässt sich aufgrund des fragmentarischen Erhaltungszustandes des Papyrus nur schwer rekonstruieren. Merire unterhält sich in der Unterwelt mit dem verstorbenen Pharao Meneptah, der in der Forschung mit dem historischen Pharao Merenptah (19. Dynastie) gleichgesetzt wird. Später trifft Merire König Sisobek sowie seine Frau Henutneferet wieder, da er im Verlaufe der Erzählung wohl auf die Erde zurückkehren durfte.

## Parallelen
Ein General namens Merire ist bereits als Protagonist einer fragmentarisch erhaltenen Erzählung der 19. Dynastie (P. Deir el-Medine 39) bekannt. Ein Vorschlag, einen der Erzählung des Papyrus Vandier ähnlichen Text auf einem Papyrus aus Tebtynis zu finden, ist inzwischen als nicht zutreffend erkannt.
Die Legende vom Golem enthält einige Elemente aus der Erzählung um Merire.

### Editionen und Übersetzungen
- Hans-Werner Fischer-Elfert: Der Pharao, die Magier und der General. Die Erzählung des Papyrus Vandier. In: Bibliotheca Orientalis. (BiOr) Band 44, 1987, S. 5–21.
- Friedhelm Hoffmann, Joachim Friedrich Quack: Anthologie der demotischen Literatur (= Einführungen und Quellentexte zur Ägyptologie. Band 4). Lit, Münster 2007, S. 153–160.
- Frank Kammerzell: Mi'jar' in der Unterwelt (Papyrus Vandier). In: Otto Kaiser (Hg.): Weisheitstexte, Mythen und Epen. Band II (= Texte aus der Umwelt des Alten Testaments. (TUAT). Band 3, 2). Gütersloher Verlagshaus Gerd Mohn, Gütersloh 1991, S. 973–990, ISBN 3-579-00072-1.
- Georges Posener: Le papyrus Vandier  (= Bibliothèque générale. Band 7. / Publications de l’Institut français d’archéologie orientale du Caire. Band 626). Imprimeie de l’Institut français d’archéologie orientale, Kairo 1985, ISBN 2-7247-0014-7.

### Sekundärliteratur
- Andreas Kunz: II Samuel 11f. und die frühdemotisch-ägyptische Merirêerzählung des Papyrus Vandier. In: Theologische Zeitschrift. Nr. 59, 2003, S. 300–311.
- Joachim Friedrich Quack: Einführung in die altägyptische Literaturgeschichte. Band III: Die demotische und gräko-ägyptische Literatur (= Einführungen und Quellentexte zur Ägyptologie. Band 3). Lit, Münster 2005, ISBN 3-8258-8222-5, S. 65–69.